# 村田忠禧
村田忠禧（1946年7月6日—）日本橫濱國立大學人類學教授，日本的著名中國通，對近代中國的問題有很深入的認識。

## 生平
曾把《毛澤東傳》譯成日語然後出版，曾任神奈川縣日中友好協會副會長。他是日本民間繼井上清后少數堅持釣魚台屬於中國的學者，他的著作《日中領土問題的起源》明確指出日本歷來對於釣魚台問題造假的公文。
村田忠禧過去一直促進中日友好，並不時出席中國的教學活動。他亦向中國的大學捐贈過電腦，亦擔任過兼職教授。